# Обыкновенный стенбок
Обыкнове́нный стенбо́к  (лат. Raphicerus campestris) — карликовая антилопа из семейства полорогих (Bovidae), обитающая на востоке и юге Африки.

## Описание
Высота в холке составляет 52 см, вес — 11 кг. Уши большие, с характерным рисунком. В остальном очень похож на ориби. Спина и короткий хвост коричневые, без рисунка, брюхо и внутренняя сторона конечностей белые. У самцов короткие, прямые, острые рога. У обоих полов заметны слёзные каналы под большими, тёмно-коричневыми глазами.

## Распространение
Вид представлен двумя изолированными популяциями, из которых одна находится в Восточной Африке, а вторая в Южной Африке. Вероятно, в плейстоцене ареал был сплошным. Наибольшая плотность животных в засушливых регионах, таких как Карру и Калахари. Естественная среда обитания — это травянистые и кустарниковые ландшафты. Как правило, в лесах, а также в гористых и скалистых областях животные не встречаются.

## Образ жизни
Обыкновенный стенбок питается почти исключительно зелёными частями растений, такими как молодые листья, побеги, цветки и плоды различных растений. Из-за высокого содержания воды в этом корме, как правило, животные не нуждаются в питьевой воде. В засушливые периоды стенбок роет землю в поисках корней, клубней и луковиц. Во время приёма пищи стенбок иногда встаёт на колени, чтобы достать растения, до которых он не может добраться стоя.
Это территориальные животные, которые имеют на своём участке определённые места для отдыха, испражнений и выпаса. Отхожие места служат для маркировки территории. Наряду с этим у стенбоков под подбородком имеется железа, при помощи которой совершеннолетние животные помечают ветки и стебли травы.

## Размножение
Определённый период размножения отсутствует. Потомство появляется в течение всего года. Беременность длится примерно 7 месяцев. Самка рождает одного детёныша, которого прячет в укромном месте и кормит молоком утром и вечером. Только в возрасте 3 до 4 месяцев детёныш сопровождает мать.
Продолжительность жизни составляет 7 лет.